# در خانه و دور
در خانه و دور یک فیلم محصول سال ۲۰۱۳ دانمارکی، آلمانی، افغانستانی به کارگردانی شهربانو سادات و کاتیا ادومیت می‌باشد؛ 
داستان یک خانواده و حال و هوای شرایط افغانستان در روزهای خروج نیروهای آمریکایی و انتخابات ریاست جمهوری و نگرانی‌هایی از وضعیت موجود که جامعه را فرا گرفته است و از طرف دیگر وضعیت زندگی در یکی از کمپ‌های مهاجرین در آلمان را به تصویر میکشد. حاصل ترکیب این دو نگاه فیلم "در خانه و دور" میباشد.